# Хабаров, Ярослав Васильевич
Ярослав Васильевич Хабаров (род. 5 марта 1989, Магнитогорск, Челябинская область) — российский хоккеист, защитник; тренер.
Воспитанник хоккейной школы магнитогорского «Металлурга», за который выступал с 2008 по 2017 и с 2021 по 2023 год.
Чемпион России 2013—2014 и 2015—2016, 2023-24. Обладатель Кубка Гагарина 2014 и 2016 в составе магнитогорского Металлурга .
Обладатель Кубка Гагарина 2024 в качестве тренера Металлурга.
Серебряный призер чемпионата России 2016—2017 и 2021—2022 годов.
Бронзовый призер чемпионата России 2008—2009.
Обладатель Кубка Харламова в сезоне 2010—2011 в составе молодежной команды «Стальные Лисы».
Серебряный призер чемпионата Молодежной хоккейной лиги сезона 2011—2012.
Золотой призер Первой зимней Спартакиады молодежи России 2008.
Лучший новичок КХЛ ( сентябрь 2010).
Завершил карьеру в 2023 году.
1 мая 2023 назначен на пост помощника главного тренера в Металлурге.

## Статистика
| Легенда | Легенда                    | Легенда | Легенда                   | Легенда | Легенда    |
| ------- | -------------------------- | ------- | ------------------------- | ------- | ---------- |
| И       | Количество проведённых игр | Штр     | Штрафное время            | +/−     | Плюс-минус |
| Г       | Голы                       | П       | Голевые передачи          | О       | Очки       |
| -       | Статистика неизвестна      | —       | Статистика не учитывалась |         |            |